# Felix Rösel
Felix Rösel (* 1987 in Saalfeld/Saale) ist ein deutscher Volkswirt und Hochschullehrer.

## Leben
Rösel erwarb den B.A. in Volkswirtschaftslehre und Recht an Universität Erfurt (2007–2010), den M.Sc. in Volkswirtschaftslehre an der TU Dresden (2010–2013) und den Dr. rer. pol. in Volkswirtschaftslehre in Dresden (2013–2017). Seit 2021 ist er Professor für Volkswirtschaftslehre, insbesondere Stadt- und Regionalökonomik, an der Technischen Universität Braunschweig.
Seine Forschungsschwerpunkte sind Fragen an der Schnittstelle von räumlicher Entwicklung, öffentlichen Finanzen und sozialem Zusammenhalt. Er analysiert insbesondere historische Daten.

## Schriften (Auswahl)
- Ursachen und Begrenzungsmöglichkeiten für die Schulden der Länder. Eine staatswissenschaftliche Untersuchung der bundesgesetzlichen Schuldenbegrenzungsregeln des Art. 109 Abs. 3 GG und ihrer Wirkungen. Neuhaus am Rennweg 2010, ISBN 978-3-00-032314-0.
- On electoral institutions and outcomes. Four essays in empirical political economy. 2017, OCLC 1001514700.